# Carlotta Giovanna di Waldeck-Wildungen
Carlotta Giovanna di Waldeck-Wildungen (Arolsen, 13 dicembre 1664 – Hildburghausen, 1º febbraio 1699) fu duchessa di Sassonia-Saalfeld per matrimonio e antenata di numerosi regnanti europei.

## Biografia

### Infanzia

Stemma dei Conti di Waldeck-Wildungen

Carlotta Giovanna di Waldeck-Wildungen era una figlia del conte Giosia II di Waldeck-Wildungen e di sua moglie, Guglielmina Cristina, una figlia di Guglielmo di Nassau-Hilchenbach

### Matrimonio

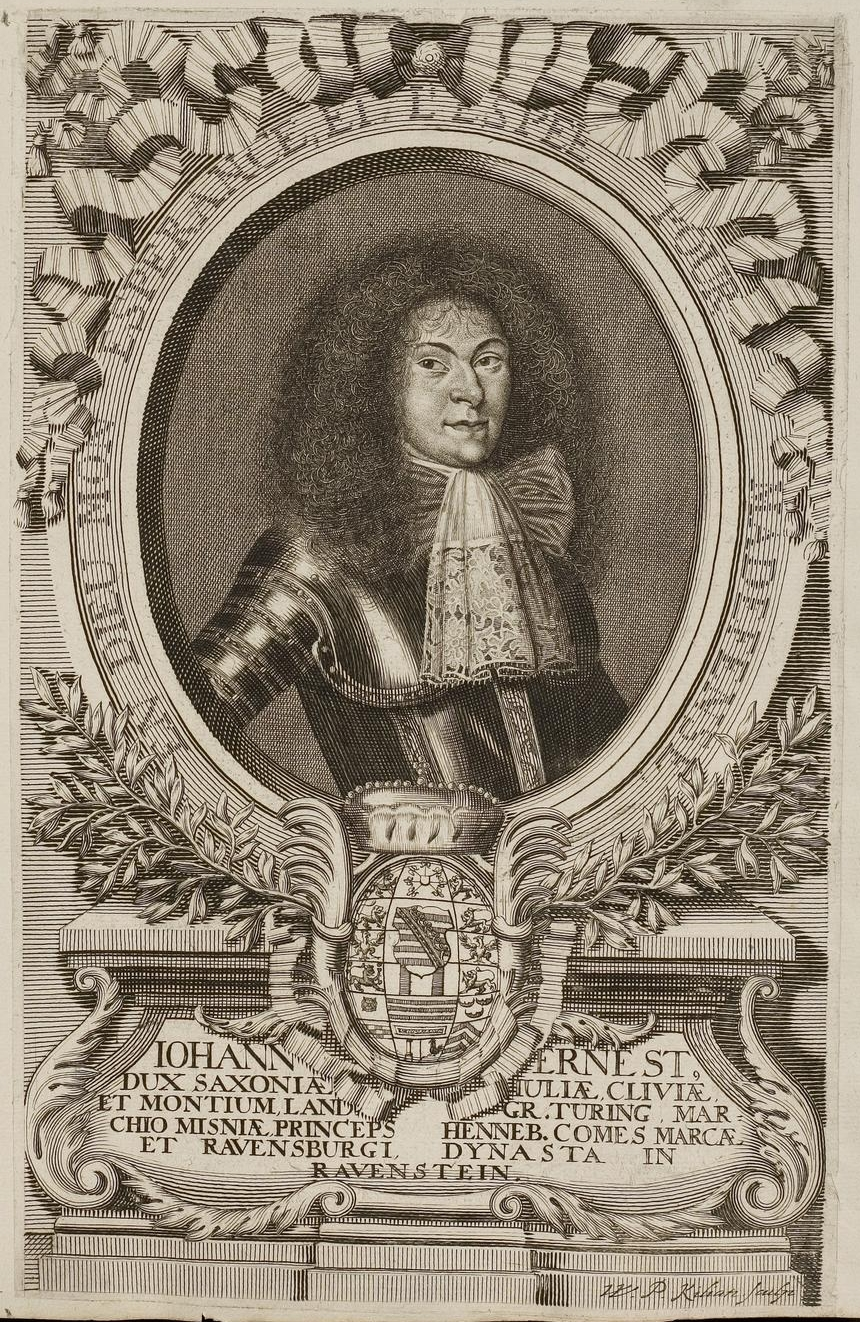
Giovanni Ernesto di Sassonia-Coburgo-Saalfeld

Sposò il 2 dicembre 1690 a Maastricht Giovanni Ernesto, duca di Sassonia-Coburgo-Saalfeld, figlio di Ernesto I, duca di Sassonia-Gotha-Altenburg. Carlotta Giovanna era la sua seconda moglie.

### Morte

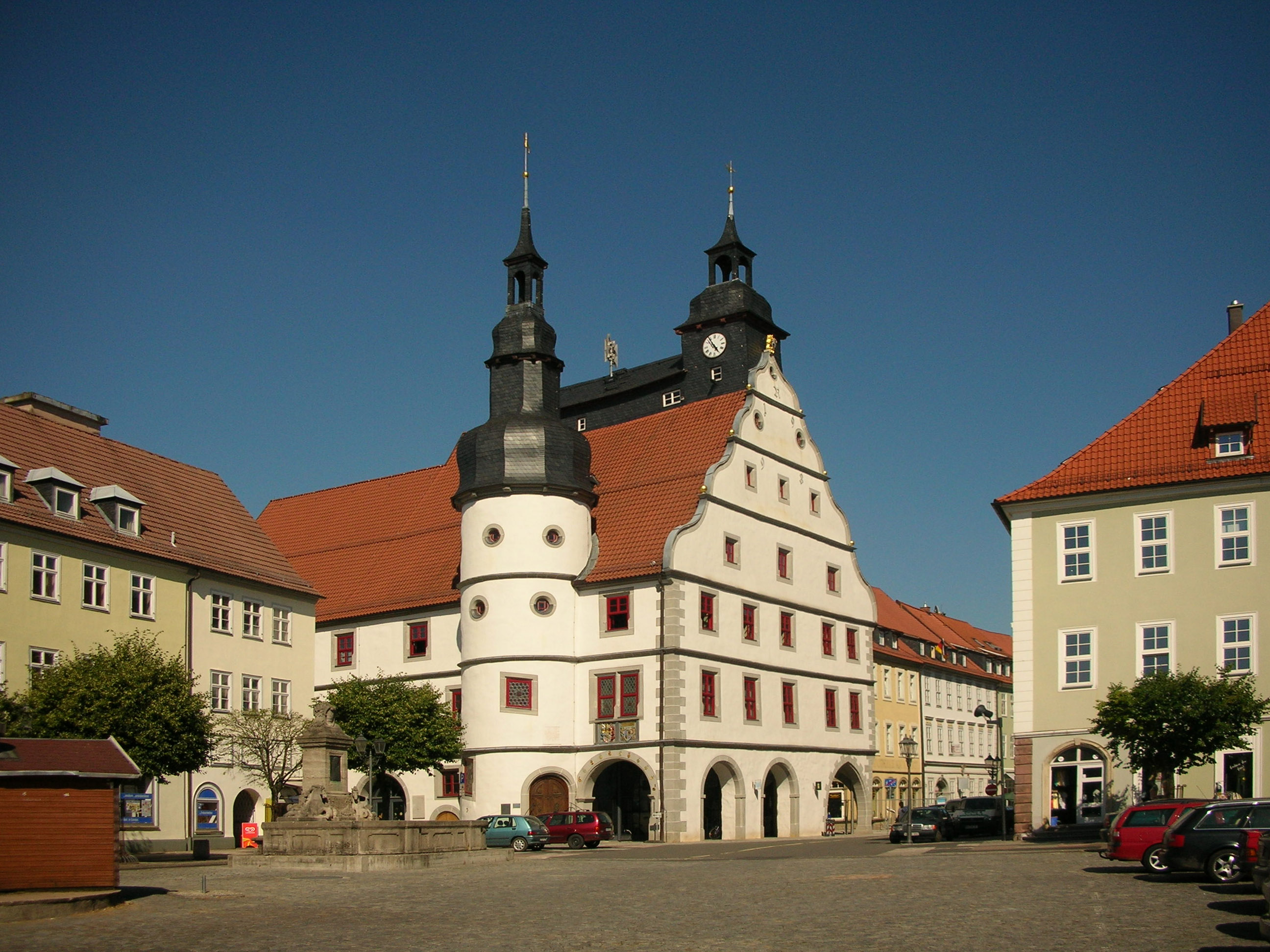
Hildburghausen

La Duchessa morì il 1º febbraio 1699 a Hildburghausen.

## Discendenza
Carlotta Giovanna  e Giovanni Ernesto, duca di Sassonia-Coburgo-Saalfeld ebbero otto figli:
- Guglielmo Federico (1691-1720);
- Carlo Ernesto (1692-1720);
- Sofia Guglielmina (1693-1727), sposò Federico Antonio di Schwarzburg-Rudolstadt;
- Luisa Emilia (1695-1713);
- Francesco Giosea (1697-1764);
- Enrichetta Albertina (1698-1728).

Attraverso Francesco Giosea, fu la bis-bisnonna di re Leopoldo I del Belgio e una bis-bis-bisnonna della regina Vittoria del Regno Unito.

## Ascendenza
|                                               |                                          |                                             | Genitori                                        |  |  | Nonni |  |  | Bisnonni                                 |  |  | Trisnonni                                |  |
|                                               |                                          |                                             |                                                 |  |  |       |  |  | 8. Cristiano, conte di Waldeck-Wildungen |  |  | 16. Giosia I, conte di Waldeck-Eisenberg |  |
|                                               |                                          |                                             |                                                 |  |  |       |  |  | 8. Cristiano, conte di Waldeck-Wildungen |  |  | 16. Giosia I, conte di Waldeck-Eisenberg |  |
|                                               |                                          | 17. Maria di Barby-Mühlingen                |                                                 |  |  |       |  |  | 8. Cristiano, conte di Waldeck-Wildungen |  |  |                                          |  |
| 4. Filippo VII, conte di Waldeck-Wildungen    |                                          |                                             |                                                 |  |  |       |  |  | 8. Cristiano, conte di Waldeck-Wildungen |  |  |                                          |  |
|                                               |                                          | 9. Elisabetta di Nassau-Siegen              | 18. Giovanni VII, conte di Nassau-Siegen (= 12) |  |  |       |  |  |                                          |  |  |                                          |  |
|                                               |                                          | 9. Elisabetta di Nassau-Siegen              | 18. Giovanni VII, conte di Nassau-Siegen (= 12) |  |  |       |  |  |                                          |  |  |                                          |  |
|                                               |                                          | 9. Elisabetta di Nassau-Siegen              | 19. Maddalena di Waldeck-Wildungen (= 13)       |  |  |       |  |  |                                          |  |  |                                          |  |
| 2. Giosia II, conte di Waldeck-Wildungen      |                                          | 9. Elisabetta di Nassau-Siegen              |                                                 |  |  |       |  |  |                                          |  |  |                                          |  |
|                                               |                                          | 10. Ludovico II, conte di Sayn-Wittgenstein | 20. Ludovico I, conte di Sayn-Wittgenstein      |  |  |       |  |  |                                          |  |  |                                          |  |
|                                               |                                          | 10. Ludovico II, conte di Sayn-Wittgenstein | 20. Ludovico I, conte di Sayn-Wittgenstein      |  |  |       |  |  |                                          |  |  |                                          |  |
|                                               |                                          | 10. Ludovico II, conte di Sayn-Wittgenstein | 21. Elisabetta di Solms-Laubach                 |  |  |       |  |  |                                          |  |  |                                          |  |
| 5. Anna Caterina di Sayn-Wittgenstein         |                                          | 10. Ludovico II, conte di Sayn-Wittgenstein |                                                 |  |  |       |  |  |                                          |  |  |                                          |  |
|                                               |                                          | 11. Elisabetta Giuliana di Solms-Braunfels  | 22. Corrado, conte di Solms-Braunfels           |  |  |       |  |  |                                          |  |  |                                          |  |
|                                               |                                          | 11. Elisabetta Giuliana di Solms-Braunfels  | 22. Corrado, conte di Solms-Braunfels           |  |  |       |  |  |                                          |  |  |                                          |  |
|                                               |                                          | 11. Elisabetta Giuliana di Solms-Braunfels  | 23. Elisabetta di Nassau-Dillenburg             |  |  |       |  |  |                                          |  |  |                                          |  |
| 1. Carlotta Giovanna di Waldeck-Wildungen     |                                          | 11. Elisabetta Giuliana di Solms-Braunfels  |                                                 |  |  |       |  |  |                                          |  |  |                                          |  |
|                                               | 12. Giovanni VII, conte di Nassau-Siegen | 24. Giovanni VI, conte di Nassau-Dillenburg |                                                 |  |  |       |  |  |                                          |  |  |                                          |  |
|                                               | 12. Giovanni VII, conte di Nassau-Siegen | 24. Giovanni VI, conte di Nassau-Dillenburg |                                                 |  |  |       |  |  |                                          |  |  |                                          |  |
|                                               | 12. Giovanni VII, conte di Nassau-Siegen | 25. Elisabetta di Leuchtenberg              |                                                 |  |  |       |  |  |                                          |  |  |                                          |  |
| 6. Guglielmo, conte di Nassau-Hilchenbach     | 12. Giovanni VII, conte di Nassau-Siegen |                                             |                                                 |  |  |       |  |  |                                          |  |  |                                          |  |
|                                               |                                          | 13. Maddalena di Waldeck-Wildungen          | 26. Filippo IV, conte di Waldeck-Wildungen      |  |  |       |  |  |                                          |  |  |                                          |  |
|                                               |                                          | 13. Maddalena di Waldeck-Wildungen          | 26. Filippo IV, conte di Waldeck-Wildungen      |  |  |       |  |  |                                          |  |  |                                          |  |
|                                               |                                          | 13. Maddalena di Waldeck-Wildungen          | 27. Jutta di Isenburg-Neumagen                  |  |  |       |  |  |                                          |  |  |                                          |  |
| 3. Guglielmina Cristina di Nassau-Hilchenbach |                                          | 13. Maddalena di Waldeck-Wildungen          |                                                 |  |  |       |  |  |                                          |  |  |                                          |  |
|                                               |                                          | 14. Giorgio III, conte di Erbach-Breuberg   | 28. Eberardo XII, conte di Erbach-Freienstein   |  |  |       |  |  |                                          |  |  |                                          |  |
|                                               |                                          | 14. Giorgio III, conte di Erbach-Breuberg   | 28. Eberardo XII, conte di Erbach-Freienstein   |  |  |       |  |  |                                          |  |  |                                          |  |
|                                               |                                          | 14. Giorgio III, conte di Erbach-Breuberg   | 29. Margherita di Salm-Dhaun                    |  |  |       |  |  |                                          |  |  |                                          |  |
| 7. Cristiana di Erbach-Breuberg               |                                          | 14. Giorgio III, conte di Erbach-Breuberg   |                                                 |  |  |       |  |  |                                          |  |  |                                          |  |
|                                               |                                          | 15. Maria di Barby-Mühlingen                | 30. Alberto X, conte di Barby-Mühlingen         |  |  |       |  |  |                                          |  |  |                                          |  |
|                                               |                                          | 15. Maria di Barby-Mühlingen                | 30. Alberto X, conte di Barby-Mühlingen         |  |  |       |  |  |                                          |  |  |                                          |  |
|                                               |                                          | 15. Maria di Barby-Mühlingen                | 31. Maria di Anhalt-Zerbst                      |  |  |       |  |  |                                          |  |  |                                          |  |
|                                               |                                          | 15. Maria di Barby-Mühlingen                |                                                 |  |  |       |  |  |                                          |  |  |                                          |  |